# Entephria gottrensis
Entephria gottrensis là một loài bướm đêm trong họ Geometridae.